# Термидорианцы
Термидориа́нцы  — участники контрреволюционного Термидорианского переворота 27 июля 1794 года, после которого входили в так называемый термидорианский конвент, а затем играли значительную роль при Директории.
Блок термидорианцев делился на:
- игравших главную роль правых термидорианцев (их возглавляли Жан-Ламбер Тальен, Поль Баррас и Жозеф Фуше) — переродившихся якобинцев, представлявших новую, разбогатевшую на спекуляциях буржуазию;
- так называемых левых термидорианцев (во главе с Колло д'Эрбуа, Ж. Бийо-Варенном и Марком Вадье) — в прошлом в своём большинстве принадлежавших к левым течениям якобинцев.

После казни Робеспьера и его сподвижников правые термидорианцы стремились оттеснить левых от власти; после Жерминальского восстания (1795), несмотря на полную непричастность к нему левых термидорианцев, арестовали их главных руководителей и разгромили всю группировку.